# Motorbädd
Motorbädd eller maskinbädd är i träbåtar och träfartyg en grov träkonstruktion längsgående och tvärgående i maskinrummet för att ta upp motorns krafter längs och tvärs, ibland förstärkt med stål för montering av inombordsmotor. Normalt är motorbädden bultad till spant och bottenstockar samt även i bordläggning och köl. En motor benämns maskin när den driver ett fartyg.